# Ugljikova nanocjevčica
Ugljikove nanocjevčice alotropska su modifikacija ugljika u kojoj mreža ugljikovih atoma u strukturi pčelinjeg saća čini oplošje valjka debljine mjerene u nanometrima. Veze među ugljikovim atomima vrlo su jake kovalentne σ-veze nastale preklapanjem hibridnih orbitala tipa sp2. Električnu vodljivost omogućava po jedan preostali elektron u atomu u slobodnijim p orbitalama koje strše iz plohe nanocjevčice; ovisno o kristalnoj strukturi, cjevčice struju vode kao metali ili kao poluvodiči.

## Otkriće
Prve su nanocjevčice sintetizirane 1970. godine u Francuskoj, ali to otkriće tada nije prepoznato kao znanstveno-tehnološki napredak. Dvadeset godina poslije prve višeslojne nanocjevčice opazio je japanski fizičar i izumitelj Sumjo lijima, a potom i objavio pronalazak jednoslojnih nanocjevčica. Nazvao ih je "bakicjevčicama". Ako se jedan sloj grafena savije (zarola) tako da čini jednoslojnu šuplju cjevčicu, dobivamo jednoslojne nanocjevčice, a ako se savije više slojeva, nastaju višeslojne nanocjevčice. Postoji više mogućih smjerova u kojima se savija jedan grafenski sloj, pa tako postoji i više oblika jednoslojnih nanocjevčica.

## Svojstva
Nanocjevčice su, poslije grafena, drugi najtvrdi materijal. Jednoslojna nanocjevčica bez oštećenja može izdržati tlakove i do 24 GPa. Izvrsni su vodiči topline i elektriciteta te su iznimno elastične.

## Upotreba
Zbog svojih svojstava danas se uporabljuju u mnogim industrijama: za izradu dijelova automobila i motora, pohranu energije, elektroniku, izradu premaza, tekstila i sl. Istraživanja su pokazala da mogu biti vrlo djelotvorne u prenošenju lijekova do ciljanih tkiva.

### Bucky papir
Bucky-papir je tanak, nalik na list običnog papira. Izrađen je od ugljikovih nanocjevčica 50 000 puta tanjih od ljudske vlasi. Raspršene u tekućoj suspenziji, zatim fino filtrirane, nanocjevčice se lijepe jedna uz drugu kao tanak film nalik na papir. Kad se listovi ovog materijala naslažu u slojeve i prešaju, nastaje kompozit koji je oko 100 puta lakši, a gotovo 500 puta čvršći od čelika. Savitljiv je, provodi toplinu i elektricitet. Sloj bucky-papira na drugim materijalima poboljšava njihovu vatrootpornost. Također se pokazalo da može zaštititi strujne krugove i druge električne komponente od elektromagnetskih smetnji. 
Uz grafen, smatra se jednim od najčvršćih poznatih materijala koji bi mogao poslužiti za izradu lakših, energijski učinkovitijih zrakoplova i automobila, moćnijih računala, TV zaslona i drugih industrijskih proizvoda.